# Dierama densiflorum
Dierama densiflorum là một loài thực vật có hoa trong họ Diên vĩ. Loài này được Marais miêu tả khoa học đầu tiên năm 1988.